# Yacuitella
Yacuitella Galiano, 1999 è un genere di ragni appartenente alla famiglia Salticidae.

## Distribuzione
L'unica specie oggi nota di questo genere è endemica dell'Argentina.

## Tassonomia
A giugno 2011, si compone di una specie:
- Yacuitella nana Galiano, 1999[2] — Argentina